# ريكاردو مولينا
ريكاردو مولينا (بالإسبانية: Ricardo Molina)‏ (31 يناير 1984 بألمرية في إسبانيا - ) هو لاعب كرة قدم إسباني في مركز حراسة المرمى. لعب مع نادي ألميريا ونادي أليكانتي ونادي أوريويلا ونادي بادالونا ونادي جامعة مرسية ونادي ألميريا ب.

## وصلات خارجية
- ريكاردو مولينا على موقع قاعدة بيانات كرة القدم.إي يو (الإنجليزية)
- ريكاردو مولينا على موقع Soccerway.com (الإنجليزية)